# Unstruta
Unstruta (niem. Unstrut) – rzeka w Niemczech o długości 192 km. Jest lewym dopływem Soławy. Nad Unstrutą rozpościera się region winiarski Saale-Unstrut.
Nad Unstrutą miały miejsce dwie bitwy:
- W 933 król niemiecki Henryk I Ptasznik pokonał Węgrów, zadając im klęskę i powstrzymując ich najazdy na Niemcy.
- W 1075 król niemiecki Henryk IV pod Homburgiem nad Unstrutą, pokonał buntujących się przeciw niemu feudałów saskich.